# Magdalenamiervogel
De magdalenamiervogel (Sipia palliata) is een zangvogel uit de familie Thamnophilidae (miervogels).

## Verspreiding en leefgebied
Deze soort komt voor in midden en noorden van Colombia en het noordwesten van Venezuela.

## Status
De grootte van de populatie is niet gekwantificeerd. Aangenomen wordt dat de aantallen snel achteruitgaan door habitatverlies als gevolg van de uitbreiding van de landbouw. Op de Rode lijst van de IUCN heeft deze soort daarom de status gevoelig.